# Igra Staklenih Perli
Az Igra Staklenih Perli (magyarul: Üveggyöngyjáték) egy pszichedelikus / progresszív rockot játszó szerb zenekar, mely 1976 és 1985 között működött. Hangzásukon a korai Pink Floyd, Ash Ra Tempel és Hawkind stílusjegyeit lehet felismerni.

## Története
Nevüket Hermann Hesse azonos című regénye után választották. 1976-ban alakultak, első koncertjüket Voždovacban adták. 1978-ban vették fel első lemezüket. Utoljára 1985-ben léptek fel közönség előtt a belgrádi Sava centarban.
2011-ben a zenekar újra alakult és 2012-ben lemezt adtak ki.

## Tagok
- Draško Nikodijević – basszus, ének
- Zoran Lakić – billentyűsök
- Vojkan Rakić – gitár
- Predrag Vuković – ütősök

## Lemezeik

### Stúdióalbumok
- Igra staklenih perli (PGP RTB, 1979)
- Vrt svetlosti (PGP RTB, 1980)
- ISP III (nem jelent meg)
- Igra Staklenih Perli The Next Generation – Apokaliptus (Exit Music, 2012)

### Koncertalbumok
- Soft Explosion Live (Kalemegdan Disk, 1991) rögzítve 1978-ban
- Drives (Kalemegdan Disk, 1993) rögzítve 1977-ben

### Válogatások
- Inner Flow (Kalemegdan Disk, 1991), 1975-1979 között rögzítették, korábban kiadatlan felvételek
- Igra svetlosti (PGP RTS, 2007) egy CD-n kiadva a két stúdiólemez